# 鍾琰
鍾氏 （？年—？年），字琰 ，潁川人，曹魏大臣鍾繇之孫女、鍾徽之女、曹魏及西晉時期將領王渾之妻。

## 生平
鍾琰年幼時候就擅長寫文章，長大後博覽群籍，擅長歌詠，對禮儀、法令制度都很熟捻，被親戚作為榜樣。嫁給王渾後，生下兒女其中知名者有王濟。著有文集五卷。

### 鍾郝儀型
王渾弟媳是郝氏，鍾琰和郝氏兩人為妯娌，向來互相親近、尊重。鍾琰不以名門出身，顯貴自居，而傲慢凌辱其弟婦，郝氏不以家門低賤自卑，而趨炎其嫂，雅相敬重親愛，所以時人讚稱鍾夫人之禮，郝夫人之法。（以鍾夫人的禮儀來規範家人，以郝夫人的家法做為治家法度）

### 為女擇偶
鍾琰有相人本領。夫妻倆有个女儿，到了女大當嫁的年紀，便想替女兒找個好人家，於是王渾要他的次子王濟幫他的妹妹找個好對象。王濟面試了許多人，始終覺得都配不上妹妹，因此一直未能達成使命。有一位出身於軍人子弟的青年，長相挺拔俊秀又有才學，王濟知道後，就想將妹妹嫁給此人，於是找母親鍾琰商量。鍾琰說：「既然如此，你就安排一下，讓我觀察觀察他，看看是否配得上你妹妹。」於是王濟安排了一群小吏，與這名青年在一起閒談，鍾琰則躲在帷帳後觀察。事後，鍾琰問王濟：「有一名長相、穿著如此這般的青年，是不是你說的那個人？」王濟點頭稱是。鍾琰便說：「這個人的才學能力的確出類拔萃，但是他出身低下微寒，要想出人頭地必須還要許多年才行。而我觀察他的面相身形，卻又已經呈現短命之相。所以我不能答應將你的妹妹許配給他。」王濟便婉拒了這名青年的提親。幾年後，這名青年果然如鍾琰所說，因故過世了。

### 軼事
有一天，王渾和妻子鍾琰看見他們的兒子王濟從院中走過，王渾很得意地對妻子說：“生個這樣的兒子，能讓人安心了。”鍾琰笑著說： “如果我是嫁給你弟弟参军王沦，生的儿子可就不止这样了。”

## 詩詞作品
《藝文類聚》三十四：
|              | 惟仲秋之慘淒，百草萎悴而變衰。 燕翔逝而歸海，蟋蟀鳴而相追。 坐虛堂而無寥，嗟我心之多懷。 悵遐思而內結，嗟爾姜任邈不我留。 謀民生之未幾，吾何為其多愁。 涼風蕭條，露霑我衣。 憂來多方，慨然永懷。 感飛鳥之反鄉，詠衛女之思歸。 於是周遊容與，逍遙徬徨。 悲民生之局促，原輕舉之遐翔。 |
| ——《遐思賦》 | |

《藝文類聚》九十二：
|            | 嘉京都之鶯鳥，冠群類之殊形。擢末軀於紫闥，超顯禦乎天庭。 惟節運之不停，懼龍角之西頹。慕同時之逸豫，怨商風之我催。 |
| ——《鶯賦》 | |

## 家庭

### 祖父
- 鍾繇[7]，曹魏重臣、著名書法家。

### 父輩
- 鍾毓，鍾繇嗣子，定陵惠侯，廷尉、車騎將軍。
- 鍾會，鍾繇的小兒子，鎮西將軍、司徒，滅蜀主將，謀反夷族。

### 堂輩
- 鍾駿，鍾毓之子，鍾毓死後繼承爵位。
- 鍾峻，鍾毓之子，因鍾會之事下獄當被處死，被破例赦免死罪並保有官爵。
- 鍾辿，鍾毓之子，因鍾會之事下獄當被處死，被破例赦免死罪並保有官爵。
- 鍾邕，鍾會兄子，與叔鍾會一同作亂被殺，其後代未被赦免遭處死。
- 鍾毅，鍾會兄子，被鍾會所養，因鍾會事下獄，未被赦免遭到處死。

### 父母
- 鍾徽，黃門郎。[1]
- 北地傅氏[8]

### 夫
- 王渾，曹魏及西晉時期將領。

### 子女
- 王濟，字武子，王渾次子，為人奢侈。在西晉官至侍中。

## 延伸阅读
[在维基数据编辑]
 《晉書·卷096》，出自房玄齡《晉書》